# August Becker (Maler)

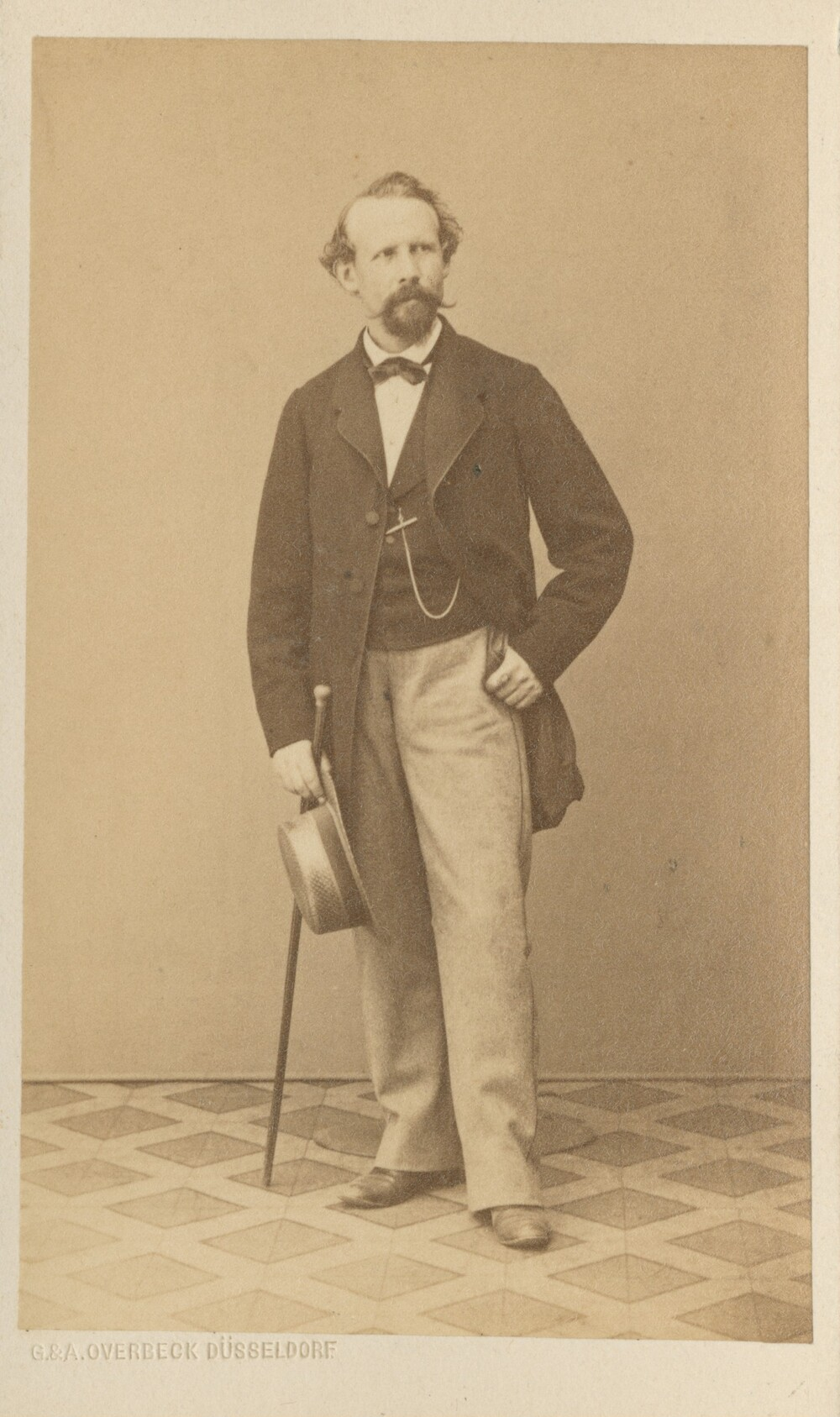
August Becker, Foto Arnold Overbeck um 1868

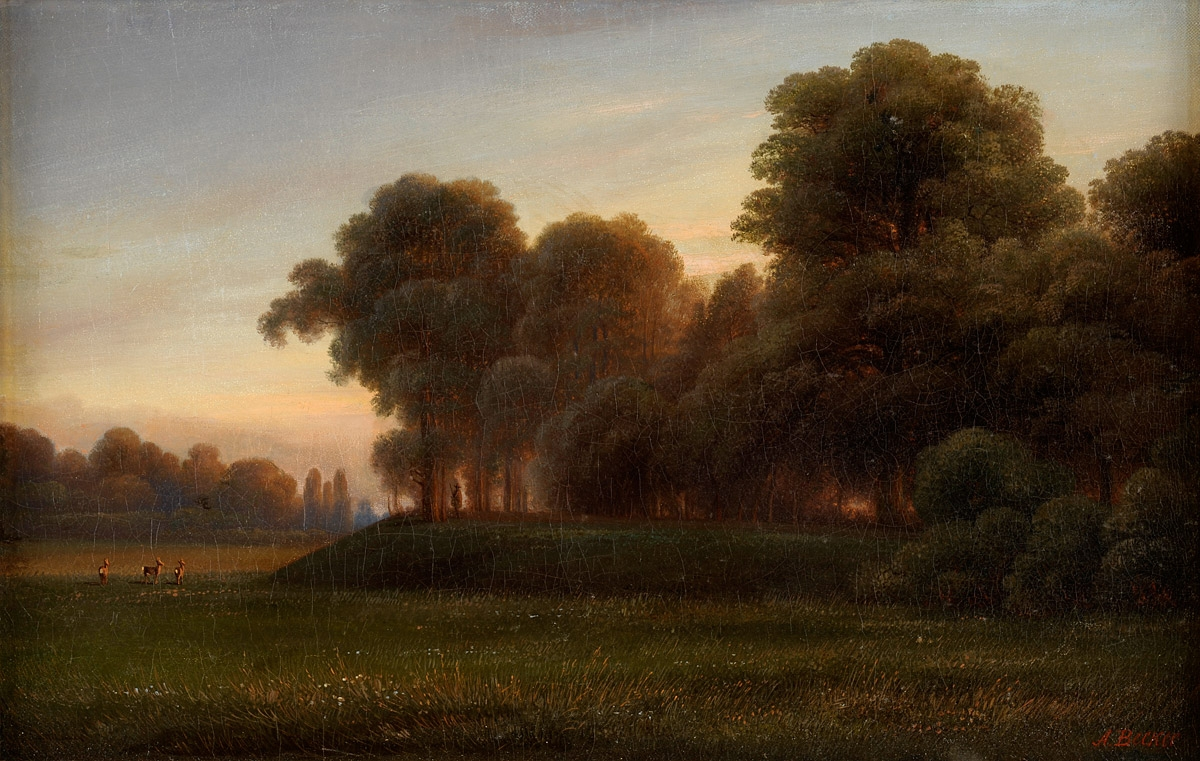
Waldlichtung mit Rehwild.

August Becker (* 27. Januar 1821 in Darmstadt; † 19. Dezember 1887 in Düsseldorf) war ein deutscher Landschaftsmaler der Düsseldorfer Schule.

## Leben und Wirken

### Anfänge
August Becker begann seine Malstudien 1837 bei dem Darmstädter Hof- und Theatermaler Johann Heinrich Schilbach. Seine erste Studienreise führte ihn nach Lichtenberg, Rüdesheim und ins Nahetal. Des Weiteren malte er zahlreiche Landschaftsbilder in der Umgebung Darmstadts, z. B. im Odenwald.
Für das Jahr 1840 ist er als Schüler der Landschafterklasse von Johann Wilhelm Schirmer an der Kunstakademie Düsseldorf greifbar. Auch den Winter 1841/1842 verbrachte er in Düsseldorf, das im Vergleich zu Darmstadt einen größeren Markt für Kunst bot und durch die Düsseldorfer Malerschule den Rang eines internationalen Kunstzentrums einnahm. Becker war bald in der Lage, sich durch den Verkauf seiner Bilder eine stabile Existenz aufzubauen.

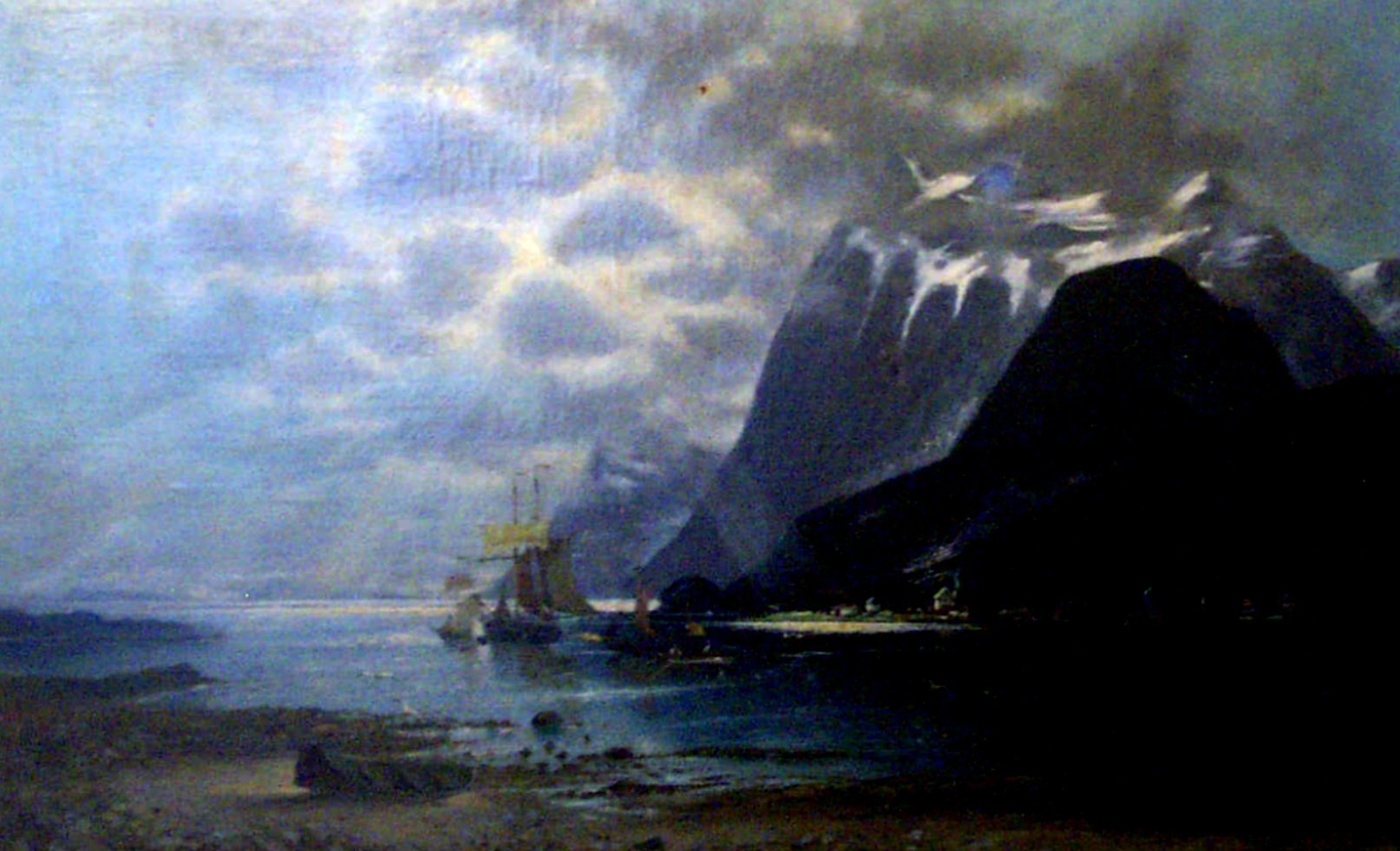
Norwegischer Fjord, um 1844, in Privatbesitz

1844 und 1847 (zusammen mit August Leu, Georg Saal und Andreas Whelpdale) unternahm Becker Reisen nach Norwegen. Im Anschluss malte er zahlreiche Bilder norwegischer Fjordlandschaften und imposante Wasserfälle, aber auch eher selten dargestellte nordische Szenerien wie Hochebenen, Gletscher und arktische Gegenden. Becker galt unter den Malerkollegen als besonders kenntnisreich bei der Organisation von Studienreisen in den hohen Norden.

### Becker und das britische Königshaus

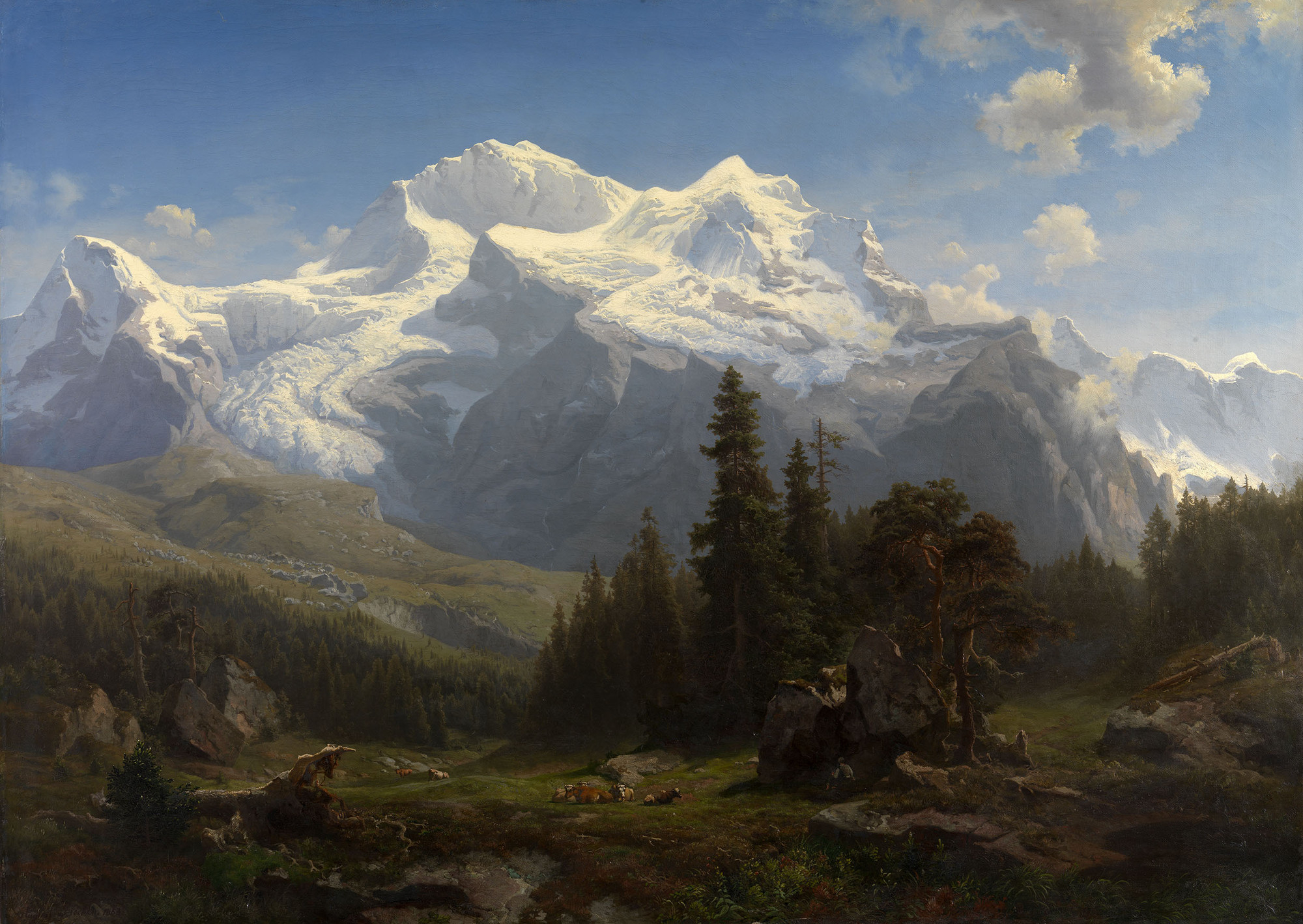
Das Jungfraumassiv, 1853, Royal Collection

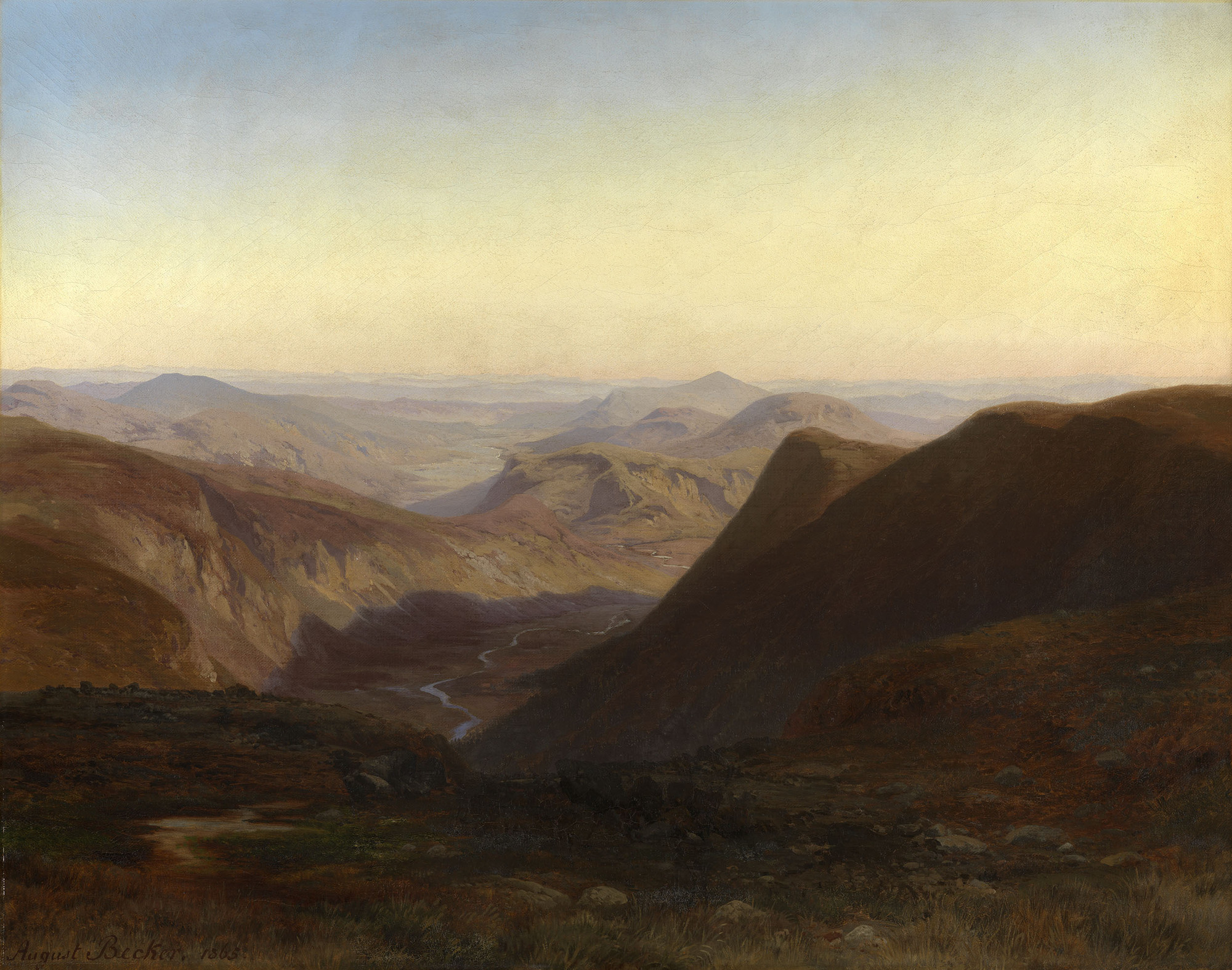
Caenlochan, 1865, Royal Collection

1854, in der Zeit des beginnenden Naturalismus, hielt sich August Becker zu Studienzwecken für mehrere Wochen in London auf, um die dortigen Museen zu besuchen. August Beckers Bruder Ernst war 1851 als Bibliothekar und Prinzenerzieher in königliche britische Dienste getreten. So ergab sich ein Treffen mit dem Prinzen Albert, der wenig später Beckers Gemälde Das Jungfraumassiv für 80 Pfund Sterling erwarb und es Königin Victoria zu Weihnachten schenkte.
Seitdem erfreute sich Becker beim englischen Hof kontinuierlicher Wertschätzung. In den kommenden Jahren erwarb Queen Victoria noch weitere Bilder. Im Jahre 1864 bereiste Becker auf Einladung der Queen Schottland, 1869 besuchte er die Königin auf ihrem Landsitz im Osborne House auf der Isle of Wight. 1877 erhielt er von Victoria den Auftrag, ihre Baden-Badener Villa Hohenlohe zu malen.

### Becker und weitere Reisen sowie Auftraggeber
Nachdem sich sein Ruf gefestigt hatte, führten ihn weitere Reisen nach Schottland (1867), die Schweiz (1876), Ungarn (1876) und Rumänien (1882). Seine Aufenthalte in Sigmaringen sowie in zahlreichen Schlössern und nach Rumänien standen im Zusammenhang mit Aufträgen der Familie Hohenzollern-Sigmaringen. Er erteilte insbesondere der Prinzessin Antonia von Hohenzollern-Sigmaringen Malunterricht.

### Malweise und Œuvre
August Becker war in seinem Malstil und seiner Arbeitsweise stark von der Kunst der ersten Hälfte des 19. Jahrhunderts geprägt. Er war kein Impressionist, der vor Ort in skizzenhafter Weise ein Ölbild ausführt. Seine Skizzenbücher belegen, wie der Künstler zunächst die atmosphärischen Gegebenheiten und wechselnden Lichtverhältnisse festhielt und so Bilder vorbereitete, die er später akribisch fertigstellte.
Sein Gesamtwerk umfasst ca. 360 Gemälde. Allein etwa achtzig Gemälde und Ölskizzen von August Becker sollen nach England verkauft worden sein.

## Ausstellungen
- August Becker (1821–1887). Ein Darmstädter Landschaftsmaler unterwegs in Europa. Kunst-Archiv Darmstadt, 8. September bis 27. Oktober 2002.